# Estação Las Tablas

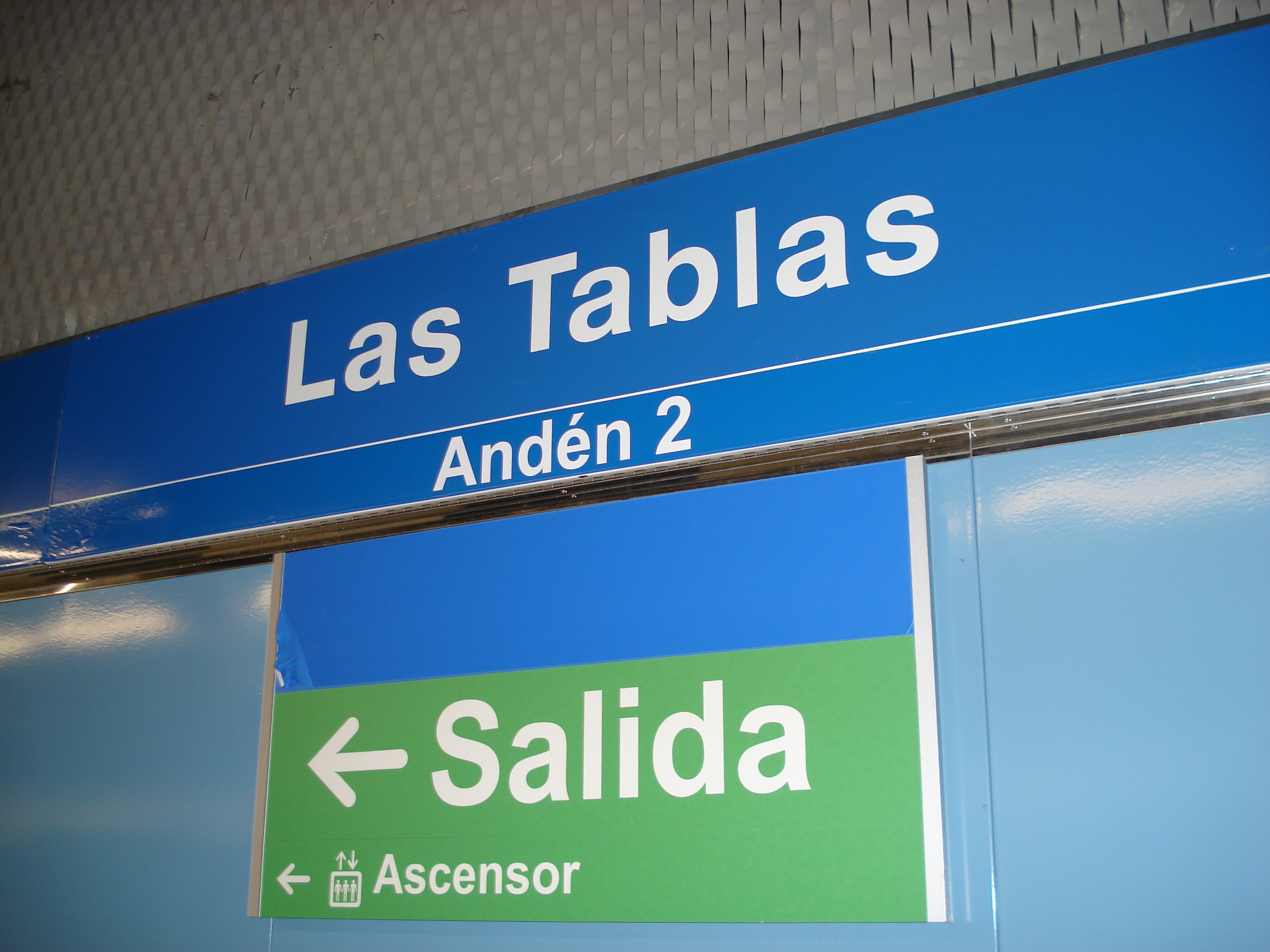
Sinalização da Estação.

Las Tablas é uma estação da Linha 10 do Metro de Madrid.